# Conjurations du Bundschuh
Les conjurations du Bundschuh sont des conspirations antiseigneuriales localisées, parfois assez vastes, qui se sont déroulées dans le sud-ouest du Saint-Empire Romain germanique, essentiellement dans la vallée du Rhin, entre Bâle et Mayence. Elles se déclenchent de manière très localisée à partir du milieu du quinzième siècle, puis gagnent en importance et en maturité, jusqu'en 1517. Ces mouvements de rébellion politique et sociale ont constitué le socle intellectuel et spirituel du soulèvement révolutionnaire de l'"homme du commun" que constitue la guerre des paysans allemands de 1524 à 1526.

## Bundschuh

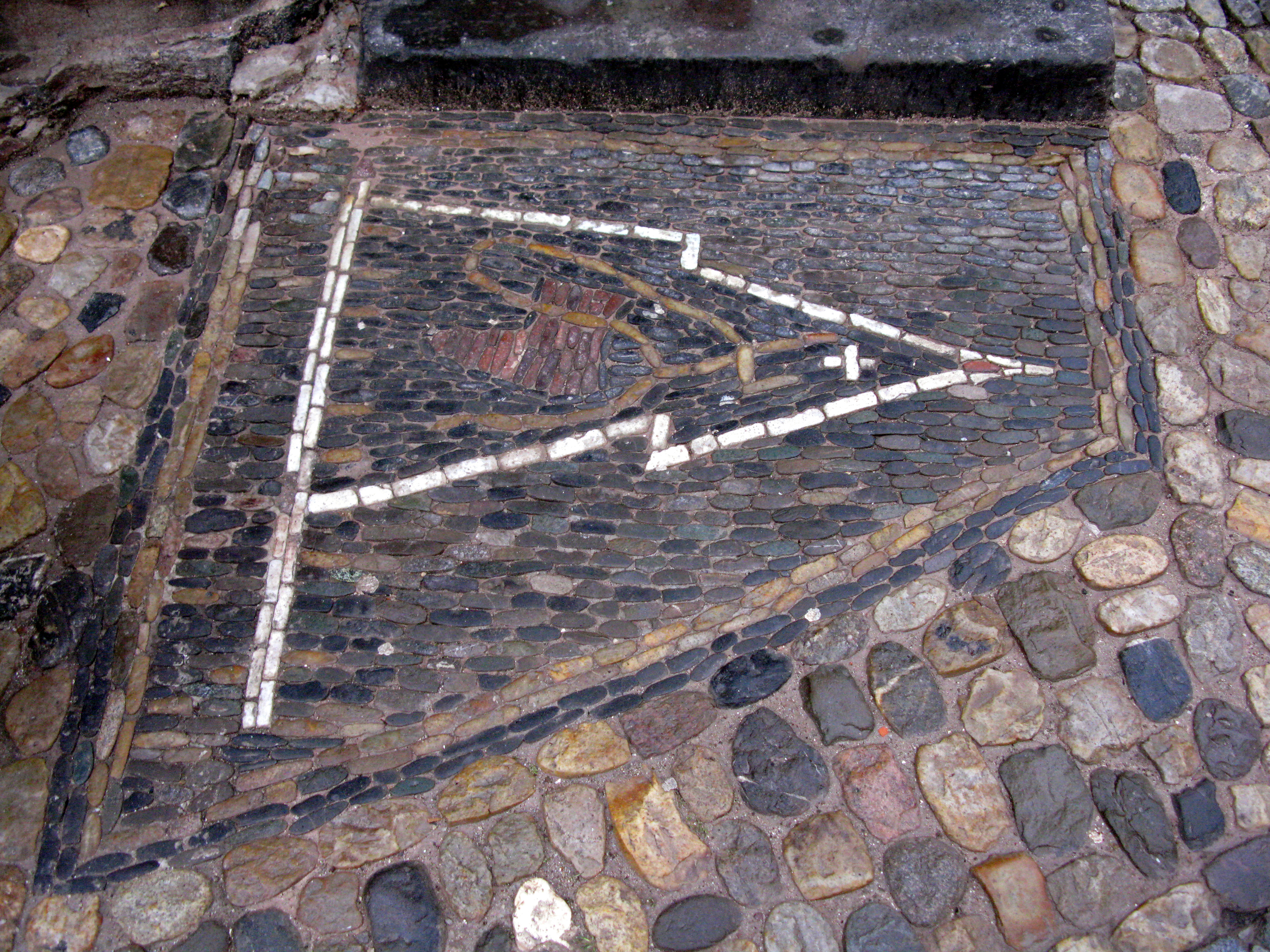
Mosaïque de trottoir à Fribourg devant la Zinnfigurenklause avec un drapeau et des Bundschuh. Des dioramas de la Guerre des Paysans peuvent être vus dans la Chapelle des Figurines en Fer-Blanc.

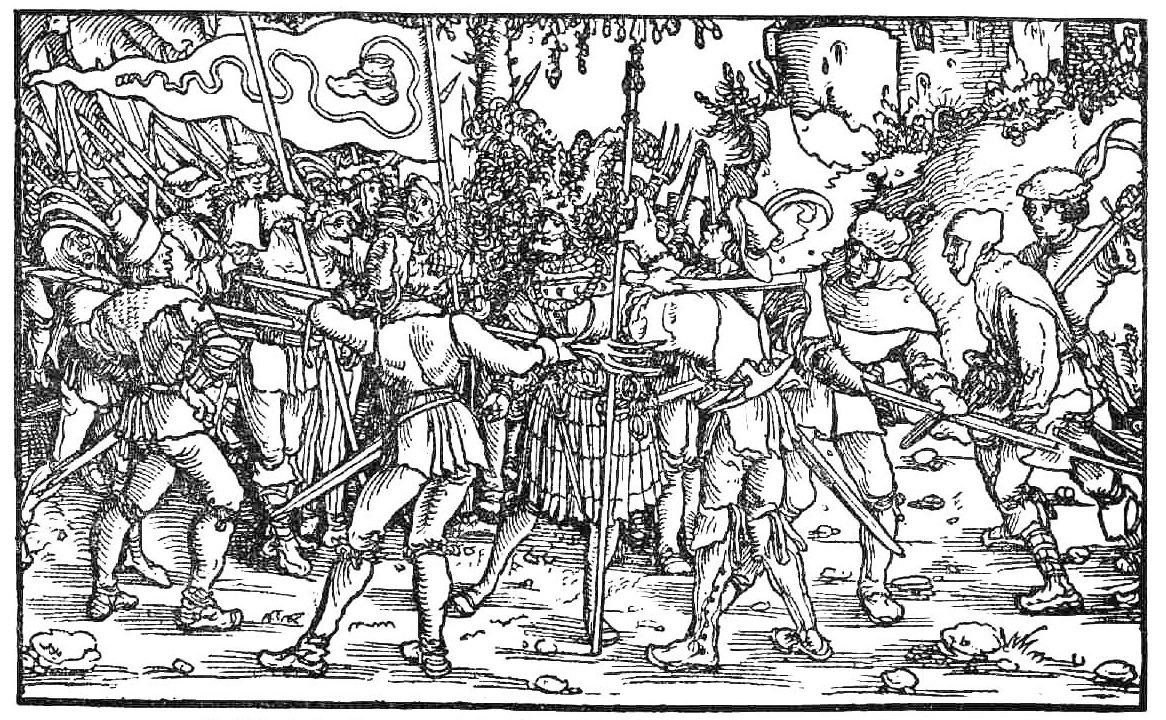
Des paysans rebelles avec un drapeau Bundschuh entourent un chevalier. Gravure sur bois du Maître de Pétrarque dans le Miroir de la Consolation, 1539.

Les insurgés du Bundschuh portaient un drapeau figurant une chaussure de campagne à lacets. Il s'agit là d'un symbole fort, lisible de plusieurs manières. C'est d'abord la chaussure de l'homme du commun, ou homme ordinaire ("der gemeine Mann"). La rude chaussure à lacets s'oppose à la botte à éperons du seigneur, ou à la fine chaussure de l’ecclésiastique. Mais le mot allemand Bund signifie aussi lier, relier, et par métonymie, "fédération", indiquant certainement une volonté de se rassembler entre pairs, voire peut-être même, d'unifier la paysannerie dans son ensemble.

## Aperçu historique

### "Buntschouch"
Un épisode de révolte antiseigneuriale, qualifiée de "Buntschouch" et datant de 1443 est documenté dans une source d'époque. Ce sont les villages de Schliengen, d'Istein et de Huttingen, près de Lörrach, qui se rebellent contre l'évêque de Bâle. Le terme, employé dans le sens d'une rébellion, est signalé plus tôt, à Bergheim, en Alsace, en 1430.

### Niklashausen, dans la vallée de la Tauber
Entre Souabe et Franconie, Hans Böhm réussit à rallier autour de lui plus de 40 000 paysans à Niklashausen au printemps 1476 avec les revendications exprimées dans ses sermons. Il fut capturé à Niklashausen le 13 juillet 1476, emmené à Wurtzbourg et brûlé sur le bûcher pour hérésie le 19 juillet 1476.

### Sélestat
En 1493, des mécontents choisirent le Bundschuh comme symbole lorsqu'ils projetèrent de se rebeller à Sélestat en Alsace contre un système judiciaire injuste et opaque, des impôts élevés et l'endettement qui en résultait. Il s'agit de la première conjuration de ce type qui soit bien documentée. Les objectifs étaient l'abolition des droits de douane, de l'Ungeld (taxes sur certains produits, dont le vin) et d'autres charges, une solution juridique plus simple et plus pratique que le déplacement à la cour d'appel de Rottweil (cour impériale trop éloignée), la restriction des bénéfices des prêtres, l'abolition de la confession auriculaire et des tribunaux séparés et auto-sélectionnés pour chaque communauté. Il y avait également l'expulsion des Juifs (abolition de l'usure), l'introduction d'une année jubilaire, avec laquelle toutes les dettes expireraient. Le plan des conspirateurs était, dès qu'ils seraient assez forts, de prendre par surprise les remparts de Sélestat, de confisquer les monastères et les biens de la ville, et de propager la révolte ailleurs en Alsace.
Le soulèvement était dirigé par Johann Ullmann, ancien prévôt de Sélestat, par Jacob Hanser, prévôt de Blienschwiller, et par Nicolas Ziegler. Le soulèvement fut rapidement réprimé. 40 des conspirateurs ont été sévèrement punis, y compris les chefs. Johann Ullmann fut écartelé à Bâle et Nicolas Ziegler fut exécuté à Sélestat.

### Untergrombach
Après l'année de famine et de peste de 1501, une conspiration de type Bundschuh se fomente à Bruchsal et Untergrombach, dans le diocèse de Spire. En 1502, sous la direction d'un meneur du nom de Joss Fritz, les conspirateurs entendent abolir le servage, redistribuer les biens de l'Église au peuple et n'entendent répondre à aucun autre maître que l'empereur et au pape. Après six mois de tractations secrètes, 7 000 hommes et 400 femmes avaient rejoint le mouvement. La conjuration, assez vaste, touchait également l'Alsace. Avant que les projets puissent être mis en œuvre, la conspiration fut dénoncée à l'évêque de Spire. Joss Fritz réussit à s'échapper, 110 membres furent arrêtés et sévèrement punis. À titre de dissuasion, dix paysans furent décapités, ou écartelés et pendus sur les routes de campagne. La "préfecture" impériale de Haguenau réagit et mit en place, avec ses voisins, des procédures de surveillance pour prévenir les menées insurrectionnelles.

### Lehen/Brisgau
Après son évasion, Joss Fritz s'installa à Lehen (Fribourg-en-Brisgau) comme gardien. À la suite de trois années de mauvaises récoltes et d’inflation, il lança une nouvelle conspiration, en 1513. Le deuxième meneur du complot était Fritz Stoffel, de Fribourg. Les revendications sont encore plus ambitieuses :
- Pas d'autre maître que Dieu, l'empereur et le pape
- Aucun autre tribunal ne pourra être sollicité que celui du lieu de résidence
- Les attributions des tribunaux ecclésiastiques se limiteront aux questions spirituelles
- Dès que les intérêts atteindront le montant du capital prêté, le débiteur sera libre
- La pêche, la capture d'oiseaux, le bois, la forêt et les pâturages doivent être gratuits
- Chaque ecclésiastique doit se limiter à un seul bénéfice
- Les surplus de biens de l’Église doivent être redistribués aux pauvres ; une part doit être préservée pour le trésor de guerre de la communauté
- Les taxes et droits injustes ne doivent pas être appliqués
- La paix éternelle doit régner dans la chrétienté, et les va-t-en-guerre envoyés se battre contre les païens
- Les membres du Bundschuh doivent être protégés et considérés, les opposants punis

La proximité de ces revendications avec celles des 12 articles de Memmingen est évidente.
Cette conspiration est trahie à son tour et écrasée par les seigneurs de Fribourg-en-Brisgau le 6 octobre 1513 ; à nouveau, Joss Fritz réussit à s'échapper. La ville de Fribourg a traqué les "Bundschuher" pendant des années ; une des conséquences de la tentative de soulèvement fut par exemple qu'aucun habitant de Lehen n'était autorisé à entrer à Fribourg avec des armes.

### Rhin supérieur
En 1517, Joss Fritz réapparut pour planifier une nouvelle conspiration. En Alsace, celle-ci vise alors l'occupation de villes comme Rosheim, Molsheim, Haguenau ou Wissembourg, premières étapes avant l'extension vers la Forêt‑Noire ; elle vise aussi l’élimination physique des nobles et membres du clergé qui s'opposeraient. Cette fois, un confesseur brisa le sceau de la confession, et une fois de plus, le Bundschuh échoua.